# Antiblemma memoranda
Antiblemma memoranda là một loài bướm đêm trong họ Erebidae.